# Prekadin
Prekadin (en serbe cyrillique : Прекадин) est un village de Serbie situé dans la municipalité de Prokuplje, district de Toplica. Au recensement de 2011, il comptait 111 habitants.

## Démographie
| 1948 | 1953 | 1961 | 1971 | 1981 | 1991 | 2002 | 2011 |
| ---- | ---- | ---- | ---- | ---- | ---- | ---- | ---- |
| 619  | 540  | 447  | 398  | 258  | 200  | 167  | 111  |

|  |